# Bill Miller (1912)
William Waring (Bill) Miller (Dodge City, 1 november 1912 - Paradise Valley, 13 november 2012) was een Amerikaanse atleet, die was gespecialiseerd in het polsstokhoogspringen.
Op de Olympische Spelen van 1932 in Los Angeles won hij een gouden medaille bij het polsstokhoogspringen. Miller eindigde tijdens de trials als tweede achter Bill Graber die net 4,37m een wereldrecord sprong.

## Titels
- Olympisch kampioen polsstokhoogspringen - 1932

## Palmares

### polsstokhoogspringen
- 1932:  OS - 4,315 m OR

1896: Welles Hoyt ·
1900: Irving Baxter ·
1904: Charles Dvorak ·
1908: Edward Cook & Alfred Gilbert ·
1912: Harry Babcock ·
1920: Frank Foss ·
1924: Lee Barnes ·
1928: Sabin Carr ·
1932: Bill Miller ·
1936: Earle Meadows ·
1948: Guinn Smith ·
1952: Bob Richards ·
1956: Bob Richards ·
1960: Don Bragg ·
1964: Fred Hansen ·
1968: Bob Seagren ·
1972: Wolfgang Nordwig ·
1976: Tadeusz Ślusarski ·
1980: Władysław Kozakiewicz ·
1984: Pierre Quinon ·
1988: Serhij Boebka ·
1992: Maksim Tarasov ·
1996: Jean Galfione ·
2000: Nick Hysong ·
2004: Tim Mack ·
2008: Steven Hooker ·
2012: Renaud Lavillenie ·
2016: Thiago Braz da Silva ·
2020: Armand Duplantis ·
2024: Armand Duplantis